# Forest Fire
Forest Fire es el tercer sencillo del décimo álbum de estudio de a-ha, Cast in Steel. Es la cuarta canción del álbum.